# Coleus forskohlii
Coleus forskohlii là một loài thực vật có hoa trong họ Hoa môi. Loài này được (Willd.) Briq. mô tả khoa học đầu tiên năm 1897.